# Wantage
Wantage [wontɪdʒ] est une ville de marché et une paroisse civile de l'Oxfordshire, en Angleterre. Elle est située au pied des Berkshire Downs, à 16 km au sud-ouest d'Oxford. Administrativement, elle relève du district de Vale of White Horse et appartenait au comté du Berkshire jusqu'au redécoupage administratif de 1974. Au recensement de 2011, elle comptait 11 237 habitants.
La ville est célèbre pour avoir vu naître le roi anglo-saxon Alfred le Grand. Elle possède une place du marché avec en son centre une statue du roi, œuvre du prince Victor de Hohenlohe-Langenbourg inaugurée en 1877, entourée de boutiques aux facades datant du XVIIIe siècle.
Le sport hippique est particulièrement développé dans la région. Wantage est la ville natale du célèbre jockey Lester Piggott, issu d'une famille liée depuis longtemps à cette activité.

## Étymologie
Le nom Wantage provient du verbe vieil-anglais wanian « décroître », avec le suffixe -ing. Il désignerait donc un endroit situé près d'un cours d'eau au débit fluctuant. Il est attesté sous la forme Waneting dans le testament d'Alfred le Grand, dressé dans les années 880, puis Wanetinz dans le Domesday Book, à la fin du XIe siècle.

## Histoire
Le site de Wantage est occupé depuis l'époque romaine. Au haut Moyen Âge, il abrite un palais royal de la maison de Wessex où le roi Alfred le Grand voit le jour en 848 ou 849. Son descendant Æthelred le Malavisé émet un code de lois à Wantage en 997.
D'après le Domesday Book, le domaine de Wantage est la propriété du roi Guillaume le Conquérant en 1086 après avoir été celle du roi Édouard le Confesseur en 1066. Le village compte 89 foyers.

## Transports
Wantage est située au croisement de la route A417 (en), qui relie Reading à Cirencester, et de la route A338 (en), qui relie Hungerford à Oxford. Elle est principalement desservie depuis Oxford par les lignes de bus de la compagnie Stagecoach.
Une section du canal de Wilts-et-Berks traverse Wantage.
Wantage avait une gare ferroviaire proche, appelée Wantage Road (car elle se trouvait 3 km au nord de la ville), sur la Great Western Main Line. Cette gare est fermée en 1964.

## Jumelages
Wantage est jumelé avec:
- Mably (France) depuis 1990
- Seesen (Allemagne) depuis 1979